# Birdboy
Birdboy (2010) es un cortometraje de animación dirigido por  Alberto Vázquez y Pedro Rivero basado en la novela gráfica de Vázquez, Psiconautas (2007) y producido por UniKo, Abrakam Studio, Postoma Studio y Cinemar films.

## Sinopsis
El cortometraje narra la historia de dos personajes, Dinki y el propio Birdboy, unidos ambos por la fatalidad de sus vidas. 
La pequeña Dinki gozaba de una feliz infancia; acudía diariamente a la escuela y mantenía una buena relación con sus padres. Pero un día dicha felicidad se ve truncada por un fatal accidente industrial en la fábrica en la que su padre trabajaba. Dicho accidente supone la pérdida de su figura paterna y, en cierta medida, de la felicidad y el sentido de su vida.
Por otra parte, Birdboy era un pequeño chico pájaro aislado de la sociedad y temeroso de echarse a volar. Mantenía  cierta relación con Dinki puesto que acudían a la misma escuela. 
Con el accidente, la población de la ciudad en la que viven se ve diezmada. Dinki huye de su realidad y busca ocultar su dolor bajo una máscara y su cinismo, tratando de borrar los recuerdos de su infancia. Por su parte, Birdboy se había sumido en la peligrosa espiral de la drogadicción, buscando en ella huir del rechazo que la sociedad siente hacia él.
Ambos se encuentran en un mundo en el que sobreviven tratando de alienarse de su dolorosa realidad, y terminan haciendo de sus ansias de escape y su necesidad de apoyo la excusa perfecta para unir sus vidas.

## Premios
Véase también: UniKo
- Premio Goya al Mejor Cortometraje de Animación 2012
- Mejor Animación, La Pedrera Short Film Festival 2012
- Mejor Cortometraje Gallego, ANIRMAU 2012
- Mejor Cortometraje Nacional. Almería EN CORTO 2011
- Mejor Dirección. Vendôme Film Festival 2011
- Mejor Animación. Euroshorts International Festival
- Joves Professionals. Video jove d'Allella 2011
- Golden Plaquette Animated Cartoon. TOTI Int’l Video Festival 2011
- Unica Medal. Toti Int’l Video Festival 2011
- Mejor Cortometraje Inspirado en el Mundo del Cómic. Filmets Badalona Film Festival 2011
- Best Short Global Warning Competition. Kaohsiung Film Festival 2011
- Animation Special Mention. Kerry Film Festival 2011
- Primer Premio Animación Internacional. Fesancor 2011
- Mejor Cortometraje de Animación. Ciudad de Castellón
- Silver Hugo Best Animated Short Film. Chicago Int’l Film Festival 2011
- Best Foreign Animation Short. Atlanta Underground Film Festival 2011
- Mención Competencia Iberoamericana. Short Shorts México 2011
- Special Mention. Bridge Fest Int’l Film Festival 2011
- Best Animation. Nevada city Film Festival 2011
- Viewer’s Choice Award. California Int’l Animation Festival 2011
- Canal + International Award. Cinema jove Int’l Film Festival 2011
- Mejor Cortometraje de Animación. Festival Caóstica 2011
- Mejor Cortometraje de Animación. Festival de Cans 2011
- Best International Animation. Curtocircuito Int’l Film Festival 2011
- Mejor Pieza Anime. Concurso de Cortos En.piezas 2011
- Mejor Diseño Gráfico. Mostra de Curtas de Sada 2011
- Mejor Banda Sonora. Mostra de Curtas de Sada 2011
- Mejor Cortometraje de Animación. Mostra de Curtas de Sada 2011
- Mejor Dirección. Muestra de Cine Internacional de Palencia 2011
- Best Fine Art / Experimental Film. Stoke your fires Film Festival 2011
- Animation Award. Barcelona Visual sound 2011
- Premio Videoxín. Certamen de Cortometrajes Zinexín 2010
- Premio al Mejor Guion Vasco. Zinebi– Bilbao Int’l Doc & Shorts Film Festival 2010
- Gran Premio del Cine Vasco. Zinebi – Bilbao Int’l Doc & Shorts Film Festival 2010
- Mejor Animación. Foyle Film Festival 2010